# Rev It Up
| Recensione | Giudizio |
| ---------- | -------- |
| AllMusic   |          |

Rev It Up è il secondo album in studio del gruppo musicale statunitense Vixen, pubblicato nel luglio 1990 dalla EMI.

## Tracce
1. Rev It Up – 5:00 (Janet Gardner, Share Pedersen, Ron Keel, Steve Diamond)
2. How Much Love – 4:40 (Jan Kuehnemund, Steve Plunkett, Jack Conrad)
3. Love Is a Killer – 4:43 (Roxy Petrucci, Harry Paress)
4. Not a Minute Too Soon – 4:26 (Gardner, Pedersen)
5. Streets in Paradise – 4:32 (Kuehnemund, Plunkett, Conrad)
6. Hard 16 – 4:05 (Gardner, Pedersen)
7. Bad Reputation – 4:09 (Gardner, Kuehnemund, Brian Miku)
8. Fallen Hero – 5:17 (Kuehnemund, Petrucci, Ralph Carter)
9. Only a Heartbeat Away – 5:07 (Gardner, Pedersen)
10. It Wouldn't Be Love – 4:42 (Diane Warren)
11. Wrecking Ball – 5:10 (Gardner, Pedersen)

Tracce bonus nell'edizione giapponese
1. Edge of a Broken Heart (Live) – 4:53 (Richard Marx, Fee Waybill)
2. Cruisin' (Live) – 5:01 (Gardner, Kuehnemund, Keith Krupp)

Tracce bonus nell'edizione rimasterizzata giapponese nel 2006
1. Highway to Heartache (Non pubblicato in precedenza) – 3:51 (Gardner, Kuehnemund, Pedersen, Petrucci)
2. I Want You to Rock Me (Live) – 4:50 (David Cole, Gardner)

## Formazione
Vixen
- Janet Gardner – voce, chitarra ritmica
- Jan Kuehnemund – chitarra solista, cori
- Share Pedersen – basso, cori
- Roxy Petrucci – batteria, cori

Altri musicisti
- Michael Alemania – tastiere

Produzione
- Randy Nicklaus – produzione
- Dennis MacKay – ingegneria del suono
- Chad Blinman, Chris Fuhrman, Mike Gunderson, Gina Immel, Rob Jacobs, Bill Kennedy, Chad Munsey – assistenti ingegneria del suono
- Mike Shipley – missaggio
- George Marino – mastering presso lo Sterling Sound, New York
- Mark Sullivan – coordinatore di produzione
- David Reilly – tecnico del suono (chitarra) per Jan Kuehnemund

## Classifiche
| Classifica (1990) | Posizione massima |
| ----------------- | ----------------- |
| Finlandia         | 14                |
| Germania          | 29                |
| Regno Unito       | 20                |
| Stati Uniti       | 52                |
| Svezia            | 36                |
| Svizzera          | 14                |